# Nyctaegeria
Nyctaegeria là một chi bướm đêm thuộc họ Sesiidae.

## Các loài
- Nyctaegeria nobilis (Druce, 1910)